# Aigisz

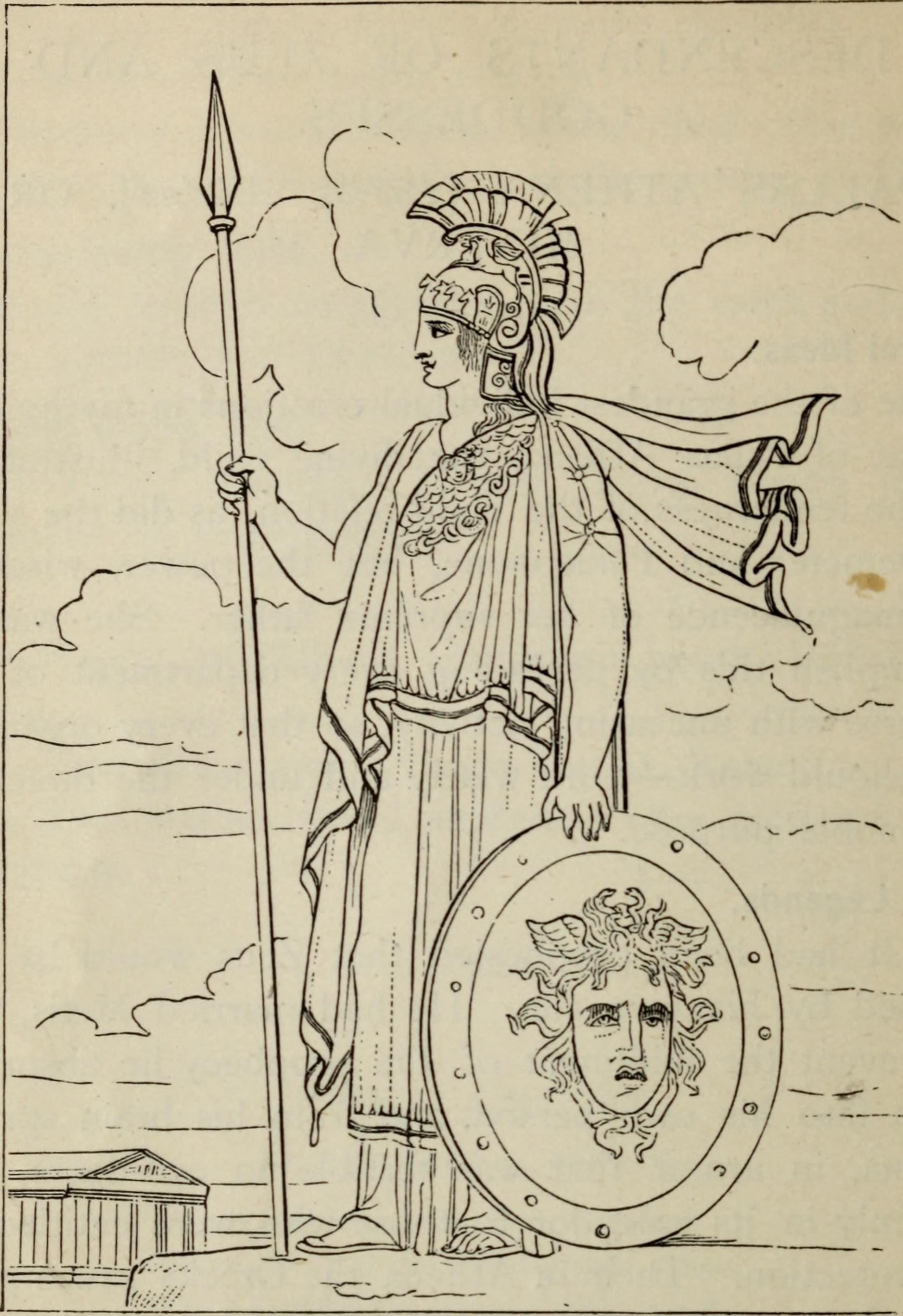
Pallasz Athéné az aigisszal

Az aigisz (ógörögül: αιγίς, latinul: aegis, elterjedt magyaros formában égisz) a homéroszi mondakörben Zeusz pajzsa. Gyakran adta játékszerül kedvenc gyermekének, Athénének. Az aigisz az őt viselő istenség hatalmának külső jele. A monda szerint, ha Zeusz megrázza pajzsát, rettegés fogja el a halandókat, felhők ereszkednek le, villámlik és dörög az ég. Az aigiszt Héphaisztosz készítette Zeusz megbízásából, amelyre Athéné elhelyezte Medusza kígyóhajú fejét, amit Perszeusz ajándékozott neki.
Ma a magyar nyelvben átvitt értelemben valakinek az égisze alatt lenni azt jelenti, hogy védelme, pártfogása alatt lenni.

## Etimológia és párhuzamok

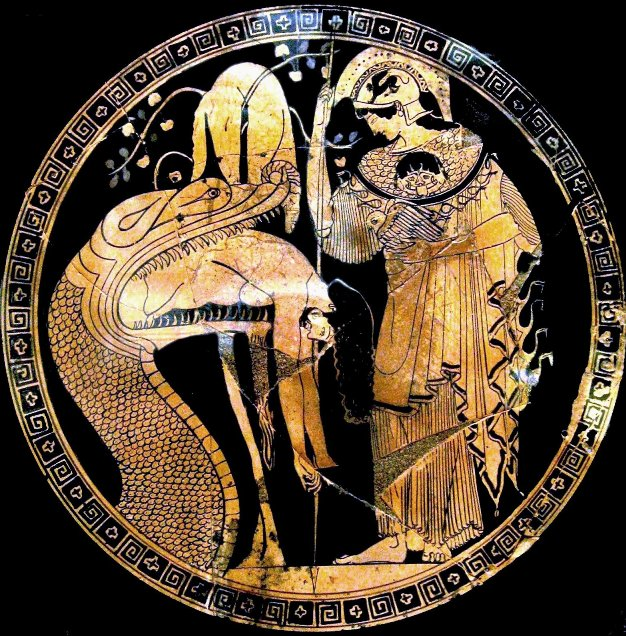
Iaszón és a sárkány. Athéné a Meduszafős aigisszel. A háttérben egy fára akasztott kecskebőr látható, ami egyszerre mutat a hettita kurša és az argonauták történetében szereplő aranygyapjú közeli kapcsolatára

A szó az ógörög nyelv αἴξ (aix = kecske) szavából vezethető le. Eredetileg arra utal, hogy az aigiszt kecskebőrrel vonták be. Lehetséges még az αïσσω (aisszó) töve, az αïγ (aig-, vihar, felhőszakadás) és kapcsolatban állhat a καταιγίς (kataigisz, forgószél) szóval is. A rokonság nem csak etimológiai, hiszen Zeusz égisze alatt általában vihar, villámlás védte a védencet.
Az eredeti jelentése talán az volt, hogy „az Égbolt, aki megvéd a vihartól”. A pajzs esetleg későbbi, népetimologikus képzettársítás is lehet. Ez arra utal, hogy nem feltétlenül a pajzs, inkább a kecskebőr a fontos motívum a létrejöttében. Ehhez fontos momentum, hogy amikor Homérosz az Iliaszban Athéné aigiszéról ír, „nem-öregvő, szépen font, százrojtú, bojtos” aigiszról beszél. Ez a leírás sokkal inkább a vállra terített bőrmellényre illik. Athéné ábrázolásain sokszor nincs pajzs, de van egy mellényszerű vállkendő, amelyen a Gorgófő is lóg, amit az aigiszre erősítettnek mondanak. Az aigisz védelmező funkciójában és a kecskebőrben hasonló az aranygyapjúhoz is, de valószínűleg nem azonosak, csak a kecskebőr varázsereje köti össze őket. A felakasztott kecskebőr védelmező erejének elképzelése viszont elvezet a hettita kurša felé mutató elképzelésekhez, amit Kolkhiszhoz hasonlóan néha városokban is felállítottak. Egy a kádesi csatát ábrázoló egyiptomi festményen Kádes falai felett is látható.
Az aigisz párhuzamai Egyiptomba is elvezetnek, ahol a hagyományos mellkendő elülső részén gyakran ábrázoltak védelmező amuletteket vagy mágikus feliratokat, istenneveket. Az aigisz a skandináv mitológiába is eljutott, ahol ægishjálmr, azaz ægis-sisak a neve és Fafnir őrizte.

## Képek

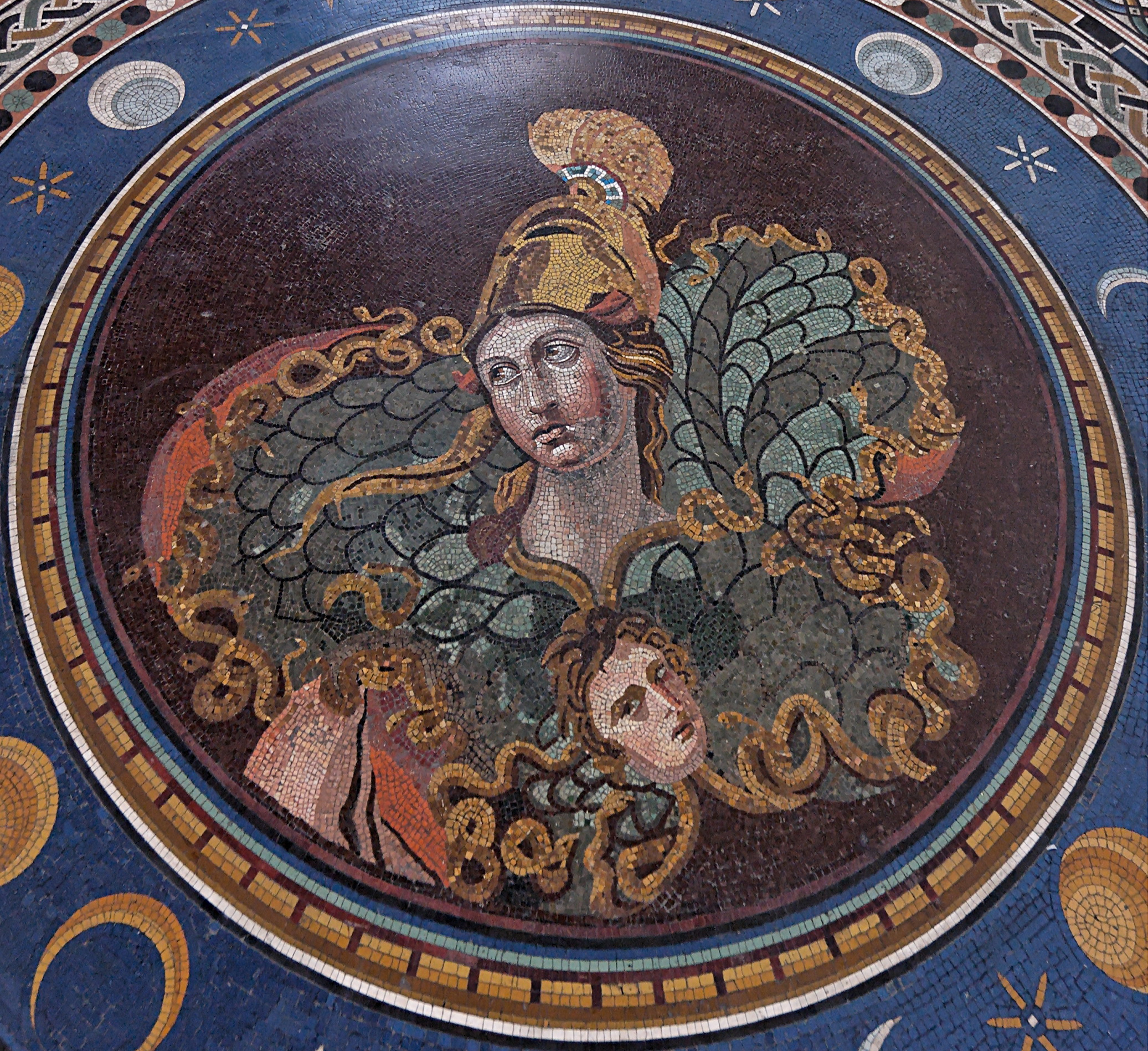
Athéné és az aigisz mozaik
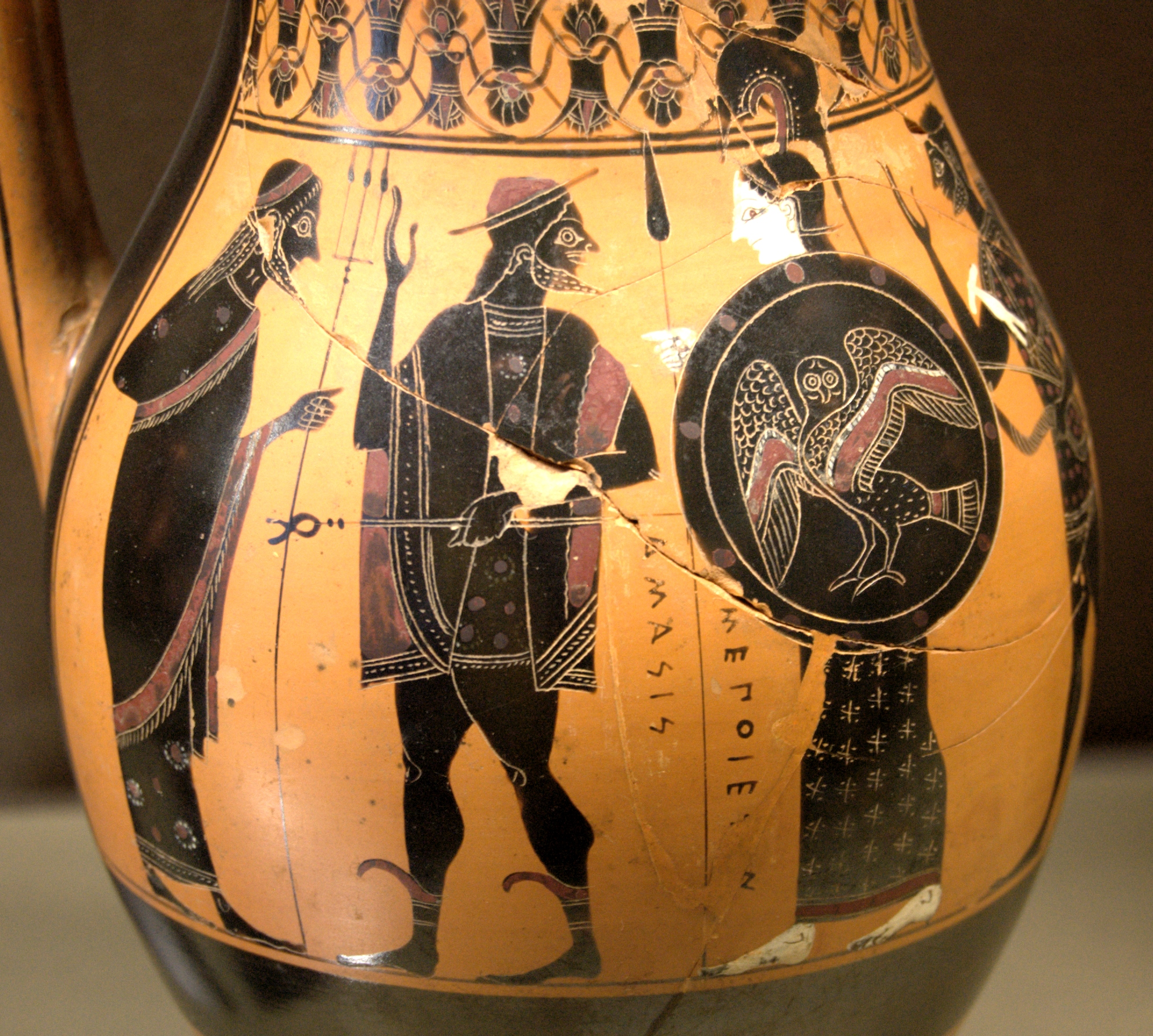
Poszeidón, Hermész, és a pajzsos Athéné
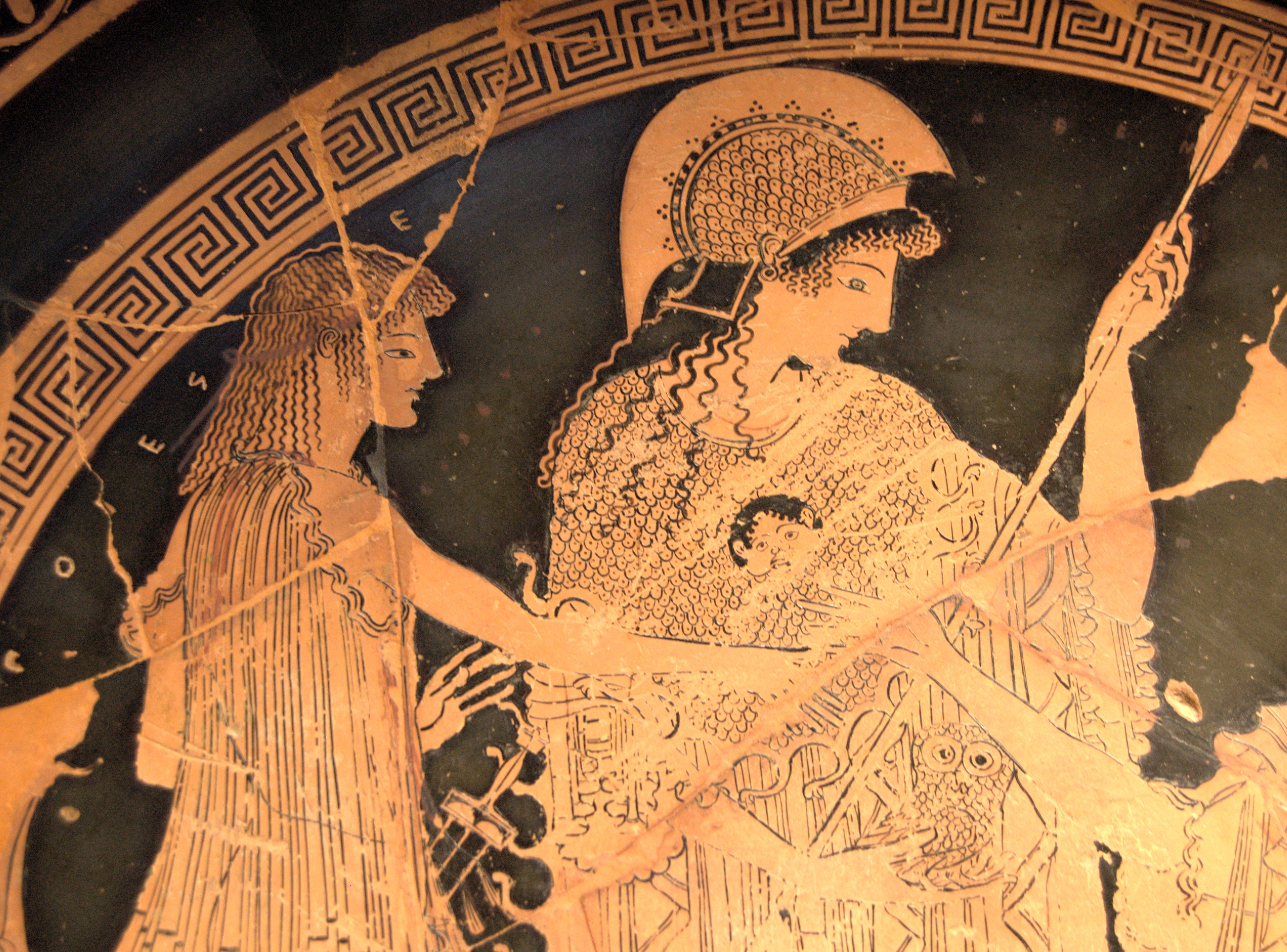
Thészeusz és Athéné
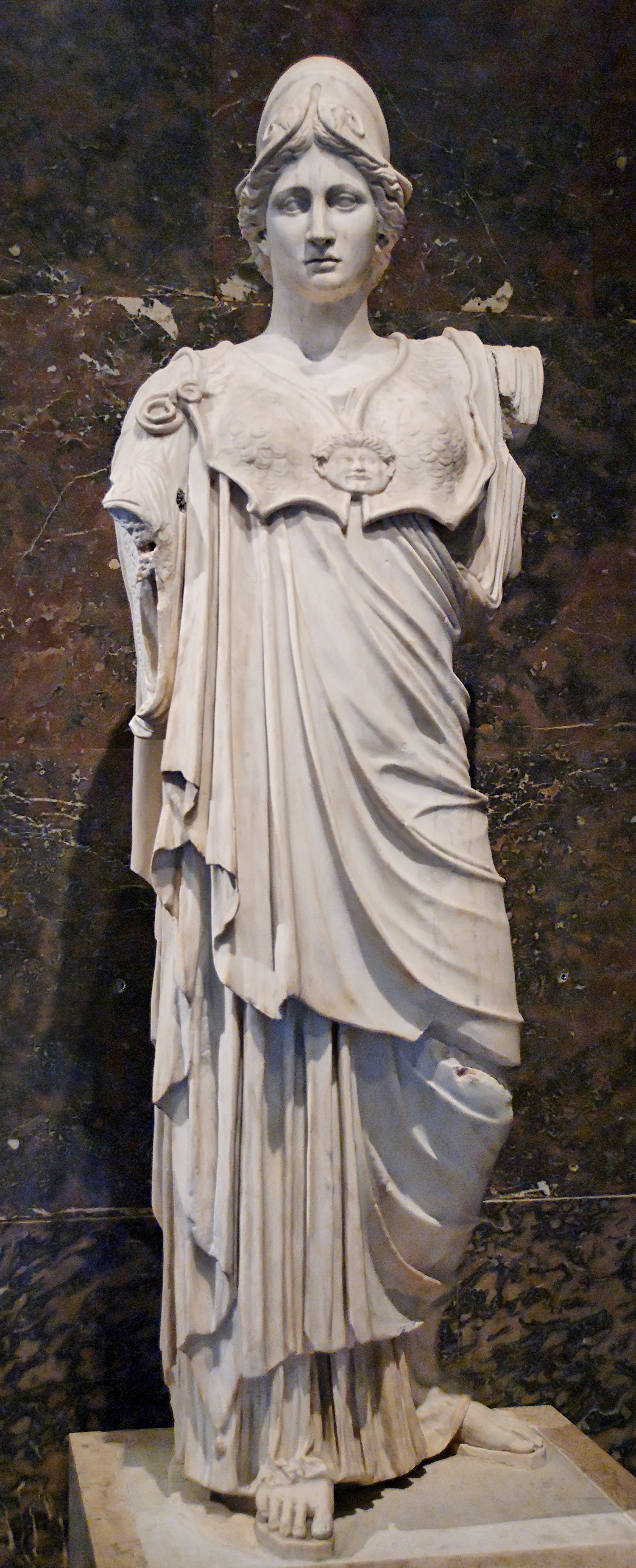
Athéné szobra